# Kontinuummekanik
Kontinuummekanik er den gren af mekanikken, som studerer materialers egenskaber og modellerer dem som kontinuere systemer.
| Fysik | Spire Denne artikel om fysik er en spire som bør udbygges. Du er velkommen til at hjælpe Wikipedia ved at udvide den. |